# Scytodes pholcoides
Espèce
Statut de conservation UICN

 EN B1ab(iii)+2ab(iii) : En danger
Scytodes pholcoides est une espèce d'araignées aranéomorphes de la famille des Scytodidae.

## Distribution
Cette espèce est endémique des Seychelles. Elle se rencontre sur Mahé et Silhouette.

## Description
Scytodes pholcoides mesure de 10 à 12 mm.

## Publication originale
- Simon, 1898 : Études arachnologiques. 29e Mémoire. XLVI. Arachnides recueillis en 1895 par M. le Dr A. Brauer (de l'Université de Marburg) aux îles Séchelles. Annales de la Société Entomologique de France, vol. 66, p. 370-388 (texte intégral).